# 各務原市弓道場
各務原市弓道場（かかみがはらしきゅうどうじょう）は、岐阜県各務原市が管理・運営するスポーツ施設（弓道場）。弓道の経験者のみ利用可能となっている。

## 概要

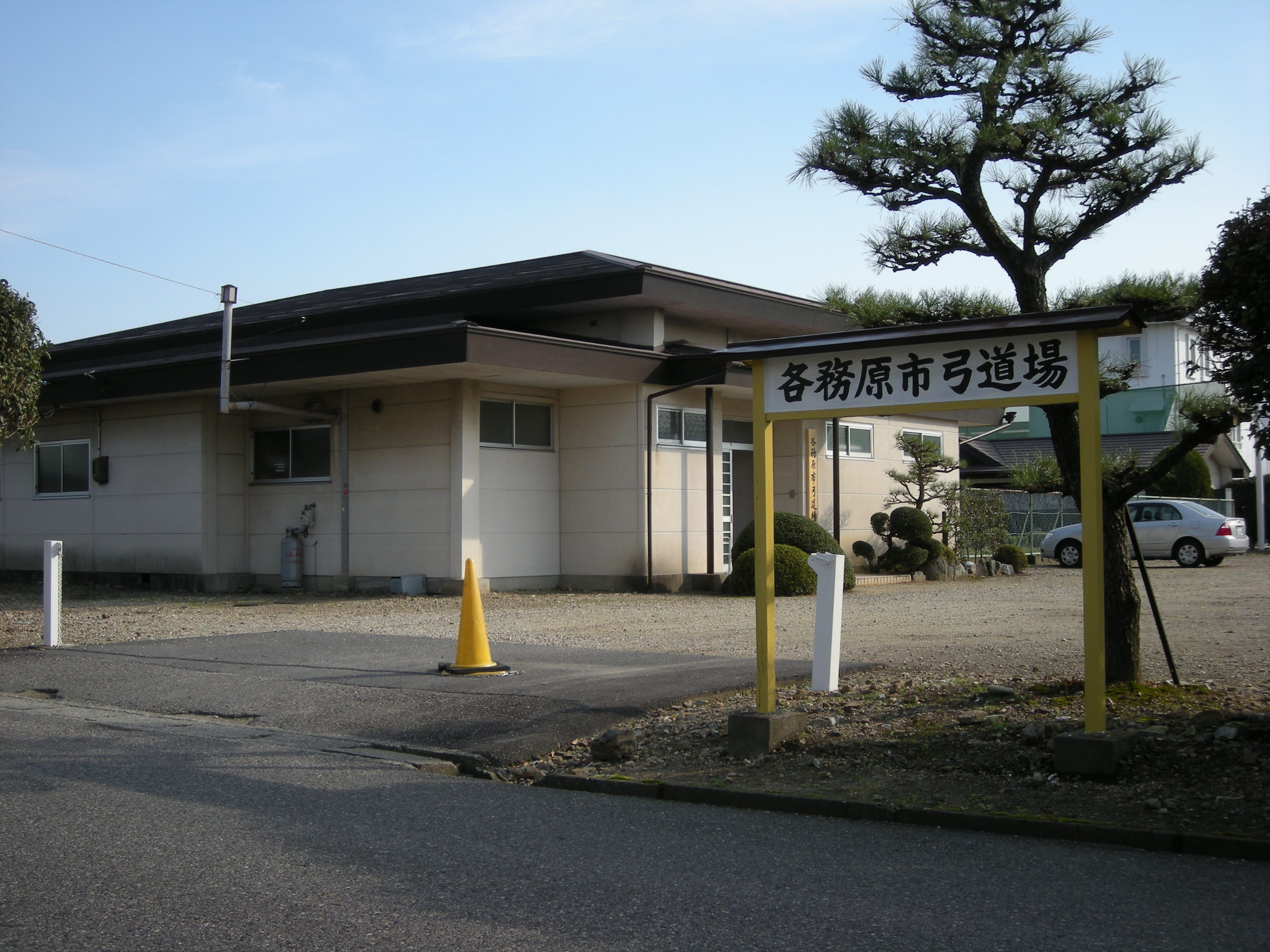
旧・各務原市弓道場

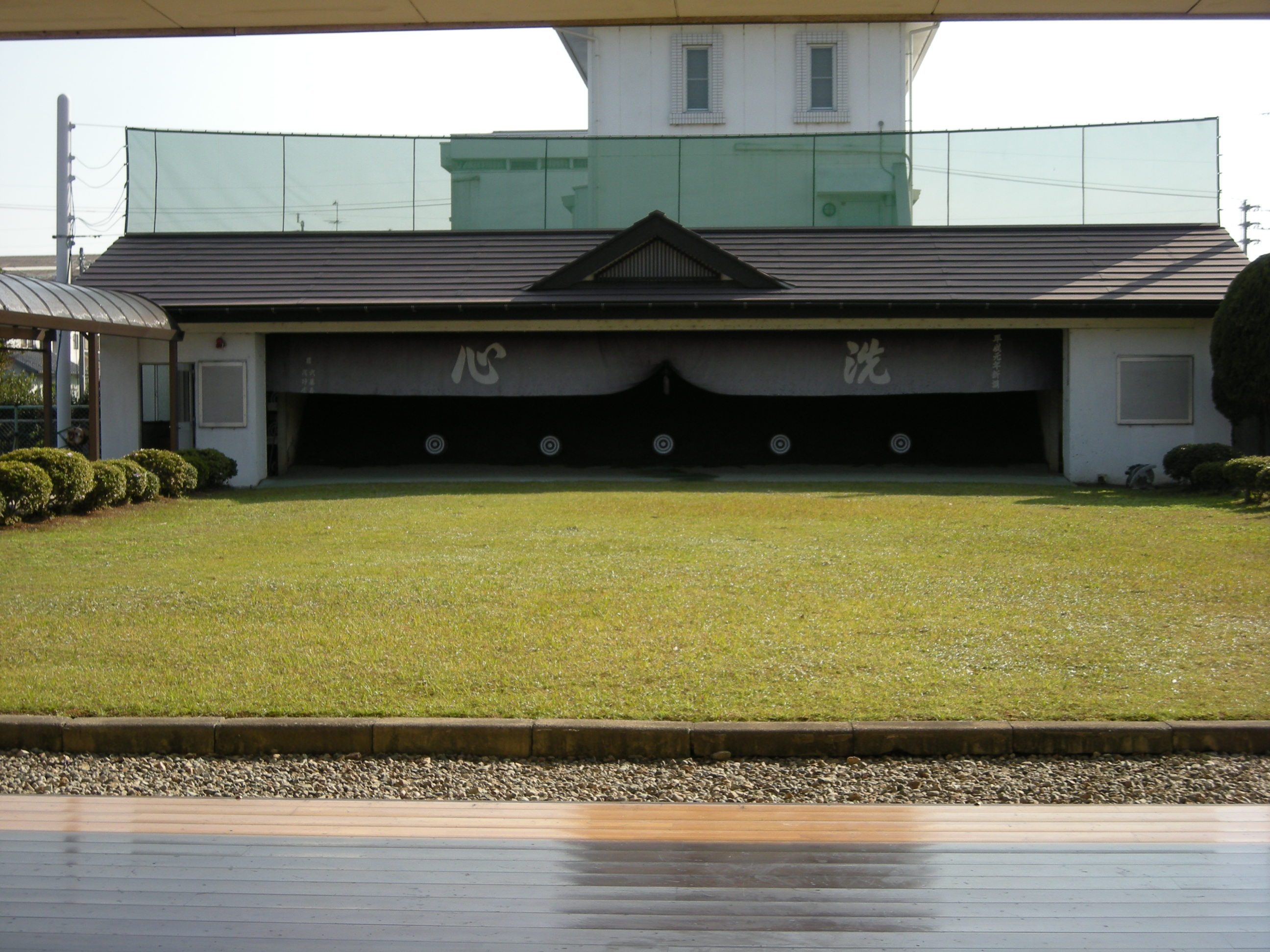
旧・各務原市弓道場射場

- 元は各務原市三ツ池町5丁目228番地に存在した近的射場6人立の弓道場であったが、耐震性の問題と老朽化のため、2021年（令和3年）1月に各務原スポーツ広場（各務野スポーツの森）に新築移転。同年1月31日に竣工式を行った[1]。
- 建物は鉄骨造平屋建て。延床面積は558㎡。

## 施設内容
- 近的射場7人立
- 和室（審判員室）
- 更衣室
- 管理室

## 住所
- 岐阜県各務原市各務山の前町2丁目85番地1

## 利用案内
- 休館日：年末年始（12月29日～1月3日）
- 開館時間：9時00分～22時00分
- 料金：
  - 個人使用の場合（1回につき）、一般300円、高校生以下150円
  - 専用使用の場合（1時間につき）、一般3000円、高校生以下1500円
- 申し込み：各務原スポーツ広場管理棟へ直接申し込む。専用使用の場合は事前に各務原市役所スポーツ課へ相談。
- 駐車場：14台（無料）　※スポーツ広場駐車場も使用可能

## 交通アクセス
- 名鉄各務原線「名電各務原駅」下車、徒歩約15分。
- 名鉄各務原線「二十軒駅」下車、徒歩約10分。
- JR高山本線「各務ヶ原駅」下車、徒歩約15分。
- 各務原市ふれあいバス東西線、東西線朝夕便「スポーツ広場前」バス停下車。